# Коста-Рика на зимних Олимпийских играх 1984
Коста-Рика принимала участие в Зимних Олимпийских играх 1984 года в Сараево (Югославия) во второй раз за свою историю, но не завоевала ни одной медали. 

## Состав сборной
Сборная страны состояла из 3 спортсменов (все — мужчины). Это лыжники Артуро Кинч и Эдуардо Коппер, а также биатлонист Эрнан Карасо.

## Результаты

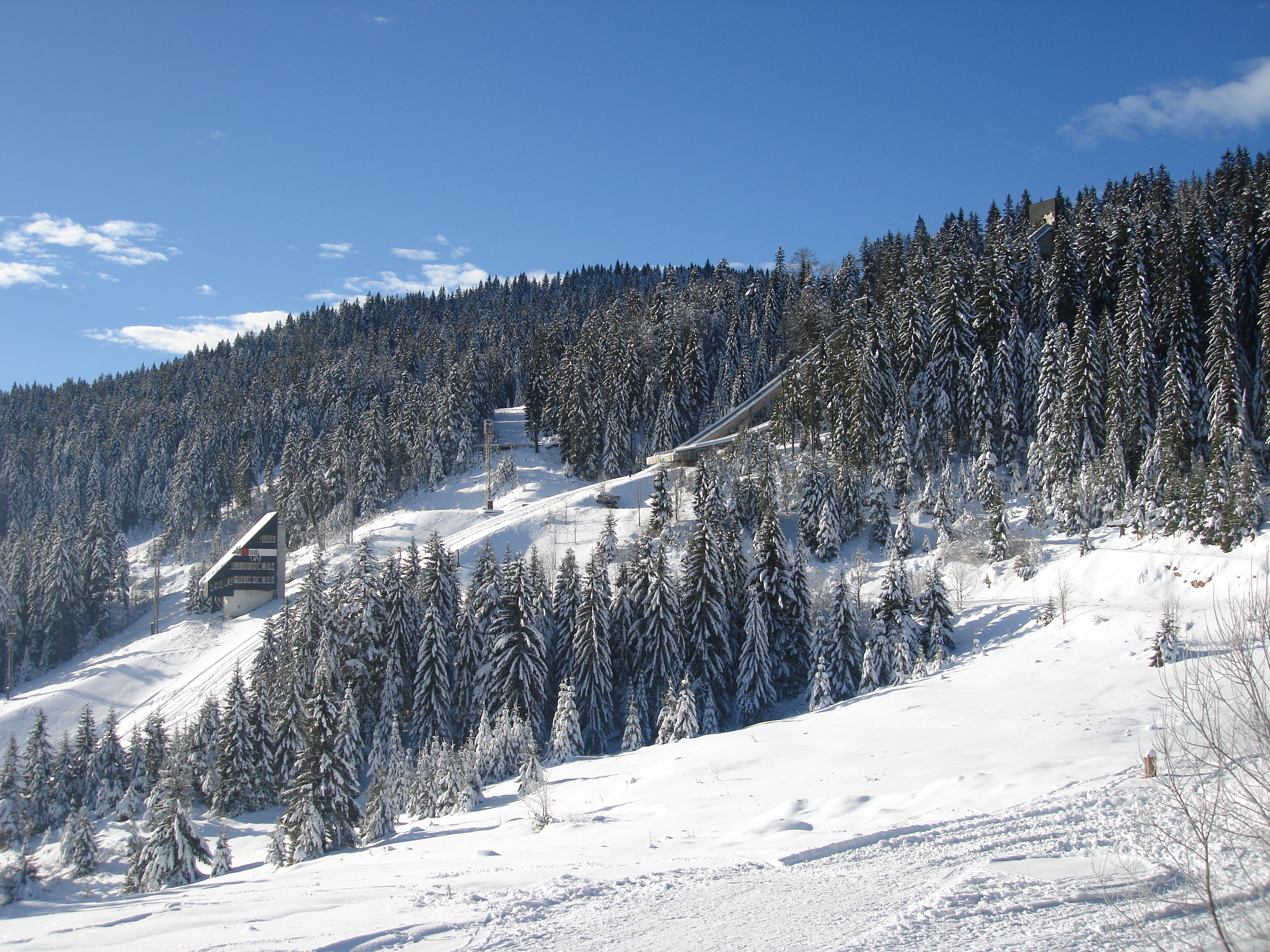
Гора Игман

Соревнования проводились на склонах горы Игман.

### Биатлон
Коста-Рику в биатлоне представлял 28-летний  Эрнан Карасо. Он не дошёл до финиша в 10-километровом спринте и пришёл последним в 20-километровой гонке.
Мужчины
| Дистанция    | Спортсмен    | Промахи | Время          | Место |
| ------------ | ------------ | ------- | -------------- | ----- |
| 10 км спринт | Эрнан Карасо |         | не финишировал | —     |

Индивидуальная гонка на 20 км
| Дистанция | Спортсмен    | Время     | Штрафы | Поправленное время | Место |
| --------- | ------------ | --------- | ------ | ------------------ | ----- |
| 20 км     | Эрнан Карасо | 2'13:54,9 | 11     | 2'24:54,9          | 61    |

### Горнолыжный спорт
Мужчины
| Спортсмен      | Соревнование                 | 1 спуск | 1 спуск | 2 спуск | 2 спуск | Итог    | Итог  |
| Спортсмен      | Соревнование                 | Время   | Место   | Время   | Место   | Время   | Место |
| -------------- | ---------------------------- | ------- | ------- | ------- | ------- | ------- | ----- |
| Артуро Кинч    | Гигантский слалом 14 февраля | 1:57.84 | 79      | 1:53.27 | 62      | 3:51.11 | 67    |
| Эдуардо Коппер | Гигантский слалом 14 февраля | 1:49,35 | 70      | 1:57,23 | 66      | 3:46,58 | 65    |
| Эдуардо Коппер | Слалом 19 февраля            | 1:24,39 | 63      | 1:18,94 | 44      | 2:43,33 | 45    |

### Лыжные гонки
Мужчины
| Дистанция | Спортсмен   | Результат         | Результат |
| Дистанция | Спортсмен   | Время             | Место     |
| --------- | ----------- | ----------------- | --------- |
| 15 км     | Артуро Кинч | 58:42,9           | 79        |
| 30 км     | Артуро Кинч | дисквалифицирован | —         |